# HMS Venomous (D75)
«Веномос» (D75) (англ. HMS Venomous (D75) — військовий корабель, ескадрений міноносець «Модифікований Адміралті» типу «W» Королівського військово-морського флоту Великої Британії за часів Другої світової війни.
«Веномос» був закладений 31 травня 1918 року на верфі компанії John Brown & Company у Клайдбанку. 24 серпня 1919 року увійшов до складу Королівських ВМС Великої Британії.

## Дизайн та конструкція

### Проект
У січні 1918 року британське адміралтейство замовило 16 удосконалених есмінців 1-ї серії підтипу «W клас», які пізніше стали відомі, як підвид «Модифікований Адміралті» типу «W». Есмінці з цього замовлення спочатку мали стати повторенням типу «W», до проекту якого вносилися лише незначні зміни технологічного характеру. Але, в лютому 1918 року було прийняте рішення посилити озброєння на кораблях та замість 102-мм універсальних гармат QF 4 inch Mk V встановити потужніші 120-мм гармати головного калібру BL 4.7 inch /45. Це рішення спричинило істотну переробку всього проекту; через великі розміри нових артилерійських систем довелося трохи підняти ходовий місток для поліпшення огляду. Водотоннажність есмінців цього підвиду збільшилась на 20 т, що у свою чергу спровокувало погіршення мореплавних властивостей «Модифікованих Адміралті» типу «W», які опинилися перевантаженими в носовій частині і гірше своїх попередників долали хвилю.
До закінчення Першої світової війни частина замовлених кораблів ще навіть не була закладена, а з числа закладених жоден з них не був спущений на воду. У 1918-19 роках через закінчення Великої війни замовлення на більшість есмінців типу «Модифікований W» анулювали, до добудови з першої серії виділили лише ті, що знаходилися в більшій мірі готовності — дев'ять одиниць. До початку Другої світової кораблі типу «Модифікований W» практично не зазнали жодних змін у порівнянні з початковим проектом. Частина кораблів була оснащена тральним або протичовновим обладнанням.

### Конструкція
Ескадрений міноносець «Веномос» мав корпус загальною довжиною між перпендикулярами 95,1 м, довжиною між перпендикулярами — 91,4 м, бімс — 9 м та осадку між 2,7 до 3,43 м залежно від навантаження. Водотоннажність бойового корабля становила стандартна — 1140 довгих тонн та повна — 1550 тонн відповідно.
Головна енергетична установка повторювала застосовану на есмінцях типу «W клас» і включала в себе три триколекторні Адміралтейських котли Yarrow з пароперегрівником і два одноступінчатих редуктори, дві парових турбіни Brown-Curtis. Дві турбіни (високого і низького тиску) і редуктор становили турбозубчатий агрегат. Розміщення ГЕУ — лінійне. Котли розміщувалися в ізольованих відсіках, турбіни — в загальному машинному відділенні, при цьому були відокремлені від турбін водонепроникною перегородкою.
Проектна потужність становила 27 000 к. с. (20 000 кВт), що мало забезпечити максимальну швидкість ходу (при повному навантаженні) в 34 вузли (63 км/год). Запас палива зберігався в паливних танках, ємністю 320—370 тонн мазуту, що забезпечувало дальність плавання 3500 морських миль (6500 км) 15-вузловим ходом (28 км/год).
Корабельна артилерія головного калібру (ГК) у есмінця «Веномос»: чотири 120-мм гармати BL 4.7 inch /45 з довжиною ствола 45 калібрів у поодиноких установках СР.IV по центральній осі корабля, що утворювали дві передні та дві кормові вогневі позиції. Максимальний кут піднесення гармат становив 30 °, зниження на −9,5°. Маса установки 8,1 тонни. Маса снаряда 22,68 кг, початкова швидкість — 814 м/с. Гармати мали швидкострільність 5—6 пострілів на хвилину на відстань до 14,5 км залежно від типу боєприпасу.
Основу зенітного озброєння становили дві 40-мм автоматичних зенітних гармати Vickers QF 2.
Торпедне озброєння складалося з двох потрійних 21-дюймових (533-мм) торпедних апаратів конструкції «Mk.IV», що розташовувалися в кормовій частині корпусу на осьовій лінії. Торпеди мали максимальну дальність 13 500 ярдів (12 344 м) ходом до 35 вузлів. Боєголовка містила 234 кг TNT.